# Veliko Lipje
Veliko Lipje – wieś w Słowenii, w gminie Žužemberk. W 2018 roku liczyła 44 mieszkańców.